# Wojska operacyjne
Wojska operacyjne (daw. czynne, liniowe, polowe) – część sił zbrojnych przeznaczona lub wydzielona do realizacji zadań zbrojnych na froncie zewnętrznym. Nazywane są też wojskami regularnymi lub wojskami wydzielonymi. W układach koalicyjnych już w czasie pokoju mogą być częściowo podporządkowane sojuszniczym organom dowodzenia.
W skład wojsk operacyjnych przeznacza się jednostki wojskowe: oddziały, związki taktyczne i operacyjne różnych rodzajów sił zbrojnych przygotowane w czasie pokoju do prowadzenia operacji połączonych.

## Skład wojsk operacyjnych
W skład polskich wojsk operacyjnych wchodziły rodzaje wojsk (1999):
- Wojska pancerne i zmechanizowane
- wojska aeromobilne
- wojska rakietowe i artyleria
- wojska obrony przeciwlotniczej
- wojska inżynieryjne
- wojska obrony przeciwchemicznej
- wojska łączności

## Grupy jednostek wojsk operacyjnych wojsk lądowych
| Według kryterium przeznaczenia i zadań (1999): | Według kryterium przeznaczenia i zadań (1999): |
| Grupy                                          | Rodzaje wojsk                                  |
| ---------------------------------------------- | ---------------------------------------------- |
| Jednostki walczące                             | zmechanizowane                                 |
| Jednostki walczące                             | pancerne                                       |
| Jednostki walczące                             | piechoty górskiej                              |
| Jednostki walczące                             | desantowoszturmowe                             |
| Jednostki walczące                             | kawalerii powietrznej                          |
| Jednostki wspierające                          | rakietowe i artyleria                          |
| Jednostki wspierające                          | obrony przeciwlotniczej                        |
| Jednostki wspierające                          | inżynieryjne                                   |
| Jednostki wspierające                          | lotnictwa wojsk lądowych                       |
| Jednostki wspierające                          | obrony przeciwchemicznej                       |
| Jednostki wsparcia dowodzenia                  | dowodzenia                                     |
| Jednostki wsparcia dowodzenia                  | łączności                                      |
| Jednostki wsparcia dowodzenia                  | rozpoznania                                    |
| Jednostki wsparcia dowodzenia                  | walki radioelektronicznej                      |
| Jednostki logistyczne                          | zaopatrzenia                                   |
| Jednostki logistyczne                          | techniczne                                     |
| Jednostki logistyczne                          | medyczne                                       |
| Jednostki logistyczne                          | transportowe                                   |